# Allemagne centrale
L'Allemagne centrale (en allemand Mitteldeutschland, prononcé [ˈmɪtəlˌdɔɪt͡ʃlant]) est une zone géographique aux contours flous qui tend à désigner le centre-est de l'Allemagne actuelle, soit le sud-ouest de l'ancienne Allemagne de l'Est comprenant en partie ou en totalité les länder de Saxe, Thuringe et Saxe-Anhalt. La plaine de Leipzig-Halle en constitue généralement le centre.
Historiquement, le royaume de Saxe de 1871 à 1918 correspondait au centre de l'empire allemand, qui s'étendait à travers la Pologne jusqu'en Lituanie et en Russie actuelles. Le terme Mitteldeutschland est à rapprocher des concepts flous d'Europe centrale et de Mitteleuropa.
Le terme n'a pas de rapport direct avec le centre géographique de l'Allemagne actuelle, situé à Vogtei en Thuringe, ni avec le centre géographique de l'Empire allemand, situé à Spremberg en Basse-Lusace.

## Usage du terme «Allemagne centrale»
- l'action de mars en Allemagne centrale (Märzkämpfe in Mitteldeutschland) est un soulèvement communiste pendant la République de Weimar en 1921.
- la Mitteldeutscher Rundfunk est un service public de radio.
- la région métropolitaine d'Allemagne centrale a été fondée en 2009 en remplacement de la région métropolitaine du triangle saxon.
- le S-Bahn d'Allemagne centrale est un réseau ferroviaire express régional reliant Leipzig, Dessau et Halle.
- l'Église protestante en Allemagne centrale a été fondée en 2009 par la fusion de deux Églises protestantes.
- le Mitteldeutsche Zeitung est un organe de presse du sud de la Saxe-Anhalt
- la raffinerie Total Mitteldeutschland est située à Leuna.
- la région lignitifère d'Allemagne centrale comprend nombre de bassins miniers riches en lignite.
- la région des lacs d'Allemagne centrale regroupe les lacs artificiel créés dans les bassins des anciennes mines de lignites.